# South Oroville
South Oroville és una concentració de població designada pel cens dels Estats Units a l'estat de Califòrnia. Segons el cens del 2009 tenia 8.147 habitants.

## Demografia
Segons el cens del 2000, South Oroville tenia 7.695 habitants, 2.491 habitatges, i 1.771 famílies. La densitat de població era de 663,2 habitants/km².
Dels 2.491 habitatges en un 37,7% hi vivien nens de menys de 18 anys, en un 46,2% hi vivien parelles casades, en un 19,2% dones solteres, i en un 28,9% no eren unitats familiars. En el 22,6% dels habitatges hi vivien persones soles l'11% de les quals corresponia a persones de 65 anys o més que vivien soles. El nombre mitjà de persones vivint en cada habitatge era de 3,05 i el nombre mitjà de persones que vivien en cada família era de 3,6.
Per edats la població es repartia de la següent manera: un 35,1% tenia menys de 18 anys, un 8,8% entre 18 i 24, un 24,1% entre 25 i 44, un 19,6% de 45 a 60 i un 12,4% 65 anys o més.
L'edat mediana era de 31 anys. Per cada 100 dones de 18 o més anys hi havia 84,9 homes.
La renda mediana per habitatge era de 23.783 $ i la renda mediana per família de 28.073 $. Els homes tenien una renda mediana de 27.162 $ mentre que les dones 20.547 $. La renda per capita de la població era de 9.823 $. Entorn del 25,6% de les famílies i el 34,8% de la població estaven per davall del llindar de pobresa.

## Poblacions més properes
El següent diagrama mostra les poblacions més properes.